# الأوداية (الأوداية)
الأوداية هي إحدى مشيخات المملكة المغربية، تتبع جغرافيا لعمالة مراكش وإداريًا لالأوداية. يقدر عدد سكانها بـ 10336 نسمة حسب الإحصاء الرسمي للسكان والسكنى لسنة 2004.